# Tauren Wells

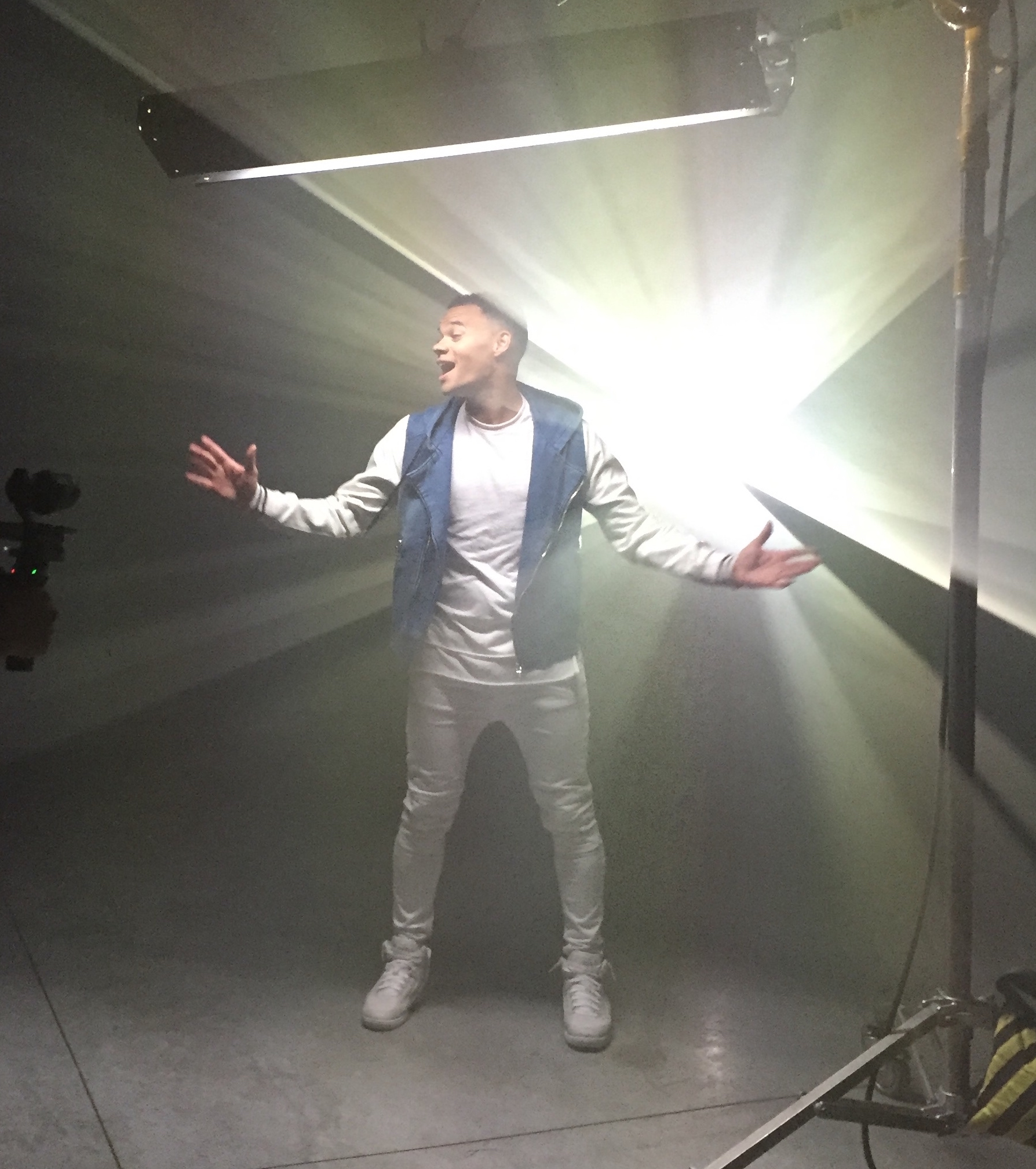
Tauren Wells (2016)

Tauren Gabriel Wells (* 7. April 1986 in Battle Creek, Michigan) ist ein US-amerikanischer christlicher Pop- und R&B-Musiker und Songwriter.

## Biografie
Tauren Wells war Gründungsmitglied der Band Royal Tailor, die 2004 entstand. 2011 wurde ihr erstes Album Black & White veröffentlicht, gefolgt vom zweiten Album Royal Tailor im Jahr 2013. Beide Alben erreichten die Billboard 200 und wurden jeweils für einen Grammy in der Kategorie Best Contemporary Christian Music Album nominiert. Royal Tailor löste sich 2015 auf, Tauren Wells setzte seine Musikkarriere als Solokünstler fort.
Im Juli 2016 veröffentlichte Tauren Wells seine erste Solosingle Undefeated. Im September wurde die gleichnamige EP veröffentlicht. Sein erstes Studioalbum Hills and Valleys wurde im Juni 2017 veröffentlicht und erreichte Platz 5 der Billboard Top Christian Albums. Zwei Singles aus dem Album wurden von der RIAA mit Gold ausgezeichnet. Für das Album und die Songs Hills and Valleys, Known und God’s Not Done With You erhielt Wells jeweils eine Grammy-Nominierung. Im Januar 2020 veröffentlichte Wells sein zweites Album Citizen of Heaven und stieg damit erstmals als Solokünstler in die Billboard 200 ein.

## Diskografie

### Studioalben
| Jahr | Titel              | Höchstplatzierung, Gesamtwochen, AuszeichnungChartplatzierungen (Jahr, Titel, Platzierungen, Wochen, Auszeichnungen, Anmerkungen) | Höchstplatzierung, Gesamtwochen, AuszeichnungChartplatzierungen (Jahr, Titel, Platzierungen, Wochen, Auszeichnungen, Anmerkungen) | Anmerkungen                           |
| Jahr | Titel              | US | Christ | Anmerkungen                           |
| ---- | ------------------ | --- | --- | ------------------------------------- |
| 2017 | Hills and Valleys  | — | Christ5 (212 Wo.)Christ | Erstveröffentlichung: 23. Juni 2017   |
| 2020 | Citizen of Heaven  | US169 (1 Wo.)US | Christ3 (99 Wo.)Christ | Erstveröffentlichung: 24. Januar 2020 |
| 2022 | Joy in the Morning | — | Christ3 (54 Wo.)Christ | Erstveröffentlichung: 10. Juni 2022   |

### EPs
| Jahr | Titel               | Höchstplatzierung, Gesamtwochen, AuszeichnungChartsChartplatzierungen (Jahr, Titel, Platzierungen, Wochen, Auszeichnungen, Anmerkungen) | Anmerkungen                              |
| Jahr | Titel               | Christ | Anmerkungen                              |
| ---- | ------------------- | --- | ---------------------------------------- |
| 2016 | Undefeated EP       | Christ33 (5 Wo.)Christ | Erstveröffentlichung: 12. September 2016 |
| 2024 | Take It All Back EP | Christ34 (7 Wo.)Christ | Erstveröffentlichung: 23. August 2024    |

Weitere EPs
- 2019: Conocido EP
- 2025: Let the Church Sing

### Singles
| Jahr | Titel Album                                           | Höchstplatzierung, Gesamtwochen, AuszeichnungChartsChartplatzierungen (Jahr, Titel, Album, Platzierungen, Wochen, Auszeichnungen, Anmerkungen) | Anmerkungen                                                                                               |
| Jahr | Titel Album                                           | Christ | Anmerkungen                                                                                               |
| --- | ----------------------------------------------------- | --- | --- |
| 2016 | Love Is Action Hills and Valleys                      | Christ49 (2 Wo.)Christ | Erstveröffentlichung: 19. August 2016                                                                     |
| 2017 | Hills and Valleys                                     | Christ3 Platin · (36 Wo.)Christ | Erstveröffentlichung: 20. Januar 2017 Verkäufe: + 1.000.000                                               |
| 2018 | Known Hills and Valleys                               | Christ3 Platin · (39 Wo.)Christ | Erstveröffentlichung: 29. Juni 2018 Verkäufe: + 1.000.000                                                 |
| 2019 | God’s Not Done With You Hills and Valleys             | Christ6 Gold · (30 Wo.)Christ | Erstveröffentlichung: 5. April 2019 Verkäufe: + 500.000                                                   |
| 2019 | Miracle Citizen of Heaven                             | Christ38 (2 Wo.)Christ | Erstveröffentlichung: 20. September 2019                                                                  |
| 2019 | Close Citizen of Heaven                               | Christ43 (11 Wo.)Christ | Erstveröffentlichung: 11. Oktober 2019 feat. Steven Furtick                                               |
| 2019 | Like You Love Me Citizen of Heaven                    | Christ17 (20 Wo.)Christ | Erstveröffentlichung: 29. November 2019                                                                   |
| 2020 | Famous For (I Believe) Citizen of Heaven              | Christ3 Gold · (54 Wo.)Christ | Erstveröffentlichung: 10. Januar 2020 Verkäufe: + 500.000; feat. Jenn Johnson                             |
| 2020 | Trenches Citizen of Heaven                            | Christ41 (2 Wo.)Christ | Erstveröffentlichung: 21. August 2020 mit Donald Lawrence & Company                                       |
| 2020 | All God’s Children –                                  | Christ29 (4 Wo.)Christ | Erstveröffentlichung: 31. Dezember 2020                                                                   |
| 2021 | Hold Us Together –                                    | Christ20 (8 Wo.)Christ | Erstveröffentlichung: 19. März 2021 mit H.E.R.                                                            |
| 2021 | Until Grace Citizen of Heaven                         | Christ11 (28 Wo.)Christ | Erstveröffentlichung: 6. August 2021 mit Rascal Flatts                                                    |
| 2021 | Merry Christmas, Happy Holiday –                      | Christ33 (4 Wo.)Christ | Erstveröffentlichung: 11. November 2021 Charteinstieg: 10. Dezember 2022                                  |
| 2022 | Fake It Joy in the Morning                            | Christ16 (20 Wo.)Christ | Erstveröffentlichung: 25. Februar 2022 feat. Aaron Cole                                                   |
| 2022 | Empty Joy in the Morning                              | Christ48 (1 Wo.)Christ | Erstveröffentlichung: 8. April 2022                                                                       |
| 2022 | Joy in the Morning                                    | Christ23 (20 Wo.)Christ | Charteinstieg: 25. Juni 2022 Erstveröffentlichung: 20. Januar 2023 (Remix)* * Remix mit Elevation Worship |
| 2022 | Up Joy in the Morning                                 | Christ29 (22 Wo.)Christ | Erstveröffentlichung: 28. Oktober 2022                                                                    |
| 2023 | Take It All Back Joy in the Morning (Horizon Edition) | Christ3 (53 Wo.)Christ | Erstveröffentlichung: 18. August 2023 mit We the Kingdom & Davies                                         |
| 2024 | I Give You My Dreams –                                | Christ45 (7 Wo.)Christ | Erstveröffentlichung: 22. März 2024 mit Sarai Rivera                                                      |
| 2024 | Making Room –                                         | Christ45 (2 Wo.)Christ | Erstveröffentlichung: 1. November 2024                                                                    |
| Folgende Lieder erschienen nicht als Single, wurden aber durch das Album zum Download und Streaming bereitgestellt und konnten somit eine Platzierung erlangen: |                                                       | | |
| |                                                       | | |
| 2017 | When We Pray Hills and Valleys                        | Christ7 (31 Wo.)Christ | Videoauskopplung: 21. Juni 2017                                                                           |
| 2020 | Citizen of Heaven                                     | Christ48 (1 Wo.)Christ | |
| 2024 | Crazy About You Joy in the Morning                    | Christ50 (1 Wo.)Christ | |
| 2025 | Let the Church Sing                                   | Christ34 (… Wo.)Christ | |

Weitere Singles
- 2016: Undefeated (feat. KB)
- 2019: Perfect Peace

### Gastbeiträge
| Jahr | Titel Album                      | Höchstplatzierung, Gesamtwochen, AuszeichnungChartsChartplatzierungen (Jahr, Titel, Album, Platzierungen, Wochen, Auszeichnungen, Anmerkungen) | Anmerkungen                                                                                    |
| Jahr | Titel Album                      | Christ | Anmerkungen                                                                                    |
| --- | -------------------------------- | --- | ---------------------------------------------------------------------------------------------- |
| 2017 | All My Hope –                    | Christ3 Gold · (38 Wo.)Christ | Erstveröffentlichung: 8. September 2017 Crowder feat. Tauren Wells Verkäufe: + 500.000         |
| 2018 | War Cry Into the Night           | Christ32 (20 Wo.)Christ | Erstveröffentlichung: 12. Januar 2018 Social Club Misfits feat. Tauren Wells                   |
| 2018 | Echo Halleluah Here Below        | Christ18 Gold · (26 Wo.)Christ | Erstveröffentlichung: 31. August 2018 Elevation Worship feat. Tauren Wells Verkäufe: + 500.000 |
| Folgende Lieder erschienen nicht als Single, wurden aber durch das Album zum Download und Streaming bereitgestellt und konnten somit eine Platzierung erlangen: |                                  | |                                                                                                |
| |                                  | |                                                                                                |
| 2020 | O Holy Night The Birth of a King | Christ34 (2 Wo.)Christ | Tommee Profitt feat. Tauren Wells & SRVCINA                                                    |
| 2020 | Never Lost Graves Into Gardens   | Christ31 (21 Wo.)Christ | Elevation Worship feat. Tauren Wells                                                           |